# 克利莫夫斯科耶农村居民点
克利莫夫斯科耶农村居民点（俄语：Климовское сельское поселение）是俄罗斯联邦沃洛格达州切列波韦茨区所属的一个农村居民点。其下辖有7个居民点，行政中心为克利莫夫斯科耶。据2015年统计，该农村居民点的人口为2508人。